# Ryan Bidounga
Ryan Bidounga (Rambouillet, 29 aprile 1997) è un calciatore francese naturalizzato congolese (Repubblica del Congo), difensore della Lokomotiv Sofia e della nazionale congolese.

## Carriera

### Club
Cresciuto nel settore giovanile del Nancy, ha fatto il suo debutto nel 2015 con la squadra riserve, militante nel Championnat de France amateur 2. Nel 2018 è stato ceduto in prestito al Le Mans, in Championnat National, per una stagione. Rientrato al Nancy, viene promosso in prima squadra, con cui debutta il 13 agosto 2019 nell'incontro di Coupe de la Ligue vinto per 0-1 contro il Caen. Il 20 dicembre ha debuttato anche in Ligue 2, disputando il match pareggiato 0-0 contro l'Auxerre. Rimasto svincolato al termine della stagione, nel 2021 firma con il Monaco. Mai impiegato, il 17 febbraio 2022 si trasferisce in Bulgaria alla Lokomotiv Plovdiv.

### Nazionale
Ha rappresentato le nazionali giovanili francesi Under-16 ed Under-17.
Il 25 marzo 2022 ha esordito con la nazionale congolese giocando l'amichevole persa per 3-1 contro lo Zambia.

## Statistiche

### Presenze e reti nei club
Statistiche aggiornate al 7 giugno 2022.
| Stagione        | Squadra           | Campionato      | Campionato | Campionato | Coppe nazionali | Coppe nazionali | Coppe nazionali | Coppe continentali | Coppe continentali | Coppe continentali | Altre coppe | Altre coppe | Altre coppe | Totale | Totale |
| Stagione        | Squadra           | Comp            | Pres       | Reti       | Comp            | Pres            | Reti            | Comp               | Pres               | Reti               | Comp        | Pres        | Reti        | Pres   | Reti   |
| --------------- | ----------------- | --------------- | ---------- | ---------- | --------------- | --------------- | --------------- | ------------------ | ------------------ | ------------------ | ----------- | ----------- | ----------- | ------ | ------ |
| gen.-mag. 2015  | Nancy 2           | CFA2            | 6          | 0          |                 | -               | -               |                    | -                  | -                  |             | -           | -           | 6      | 0      |
| 2015-2016       | Nancy 2           | CFA2            | 16         | 2          |                 | -               | -               |                    | -                  | -                  |             | -           | -           | 16     | 2      |
| 2016-2017       | Nancy 2           | CFA2            | 20         | 0          |                 | -               | -               |                    | -                  | -                  |             | -           | -           | 20     | 0      |
| 2017-2018       | Nancy 2           | N3              | 10         | 2          |                 | -               | -               |                    | -                  | -                  |             | -           | -           | 10     | 2      |
| Totale Nancy 2  | Totale Nancy 2    | Totale Nancy 2  | 52         | 4          |                 | -               | -               |                    | -                  | -                  |             | -           | -           | 52     | 4      |
| 2018-2019       | Le Mans           | N               | 4          | 1          | CF              | 0               | 0               |                    | -                  | -                  |             | -           | -           | 4      | 1      |
| 2018-2019       | Le Mans 2         | N3              | 10         | 2          |                 | -               | -               |                    | -                  | -                  |             | -           | -           | 10     | 2      |
| 2019-2020       | Nancy             | L2              | 3          | 0          | CF+CdL          | 2+1             | 0               |                    | -                  | -                  |             | -           | -           | 6      | 0      |
| feb.-giu. 2022  | Lokomotiv Plovdiv | 1L              | 5+6        | 1+0        | CB              | 1               | 0               | UECL               | -                  | -                  |             | -           | -           | 12     | 1      |
| Totale carriera | Totale carriera   | Totale carriera | 80         | 8          |                 | 4               | 0               |                    | -                  | -                  |             | -           | -           | 84     | 8      |

### Cronologia presenze e reti in nazionale
| Cronologia completa delle presenze e delle reti in nazionale ― Rep. del Congo | Cronologia completa delle presenze e delle reti in nazionale ― Rep. del Congo | Cronologia completa delle presenze e delle reti in nazionale ― Rep. del Congo | Cronologia completa delle presenze e delle reti in nazionale ― Rep. del Congo | Cronologia completa delle presenze e delle reti in nazionale ― Rep. del Congo | Cronologia completa delle presenze e delle reti in nazionale ― Rep. del Congo | Cronologia completa delle presenze e delle reti in nazionale ― Rep. del Congo | Cronologia completa delle presenze e delle reti in nazionale ― Rep. del Congo |
| Data                                                                          | Città                                                                         | In casa                                                                       | Risultato                                                                     | Ospiti                                                                        | Competizione                                                                  | Reti                                                                          | Note                                                                          |
| ----------------------------------------------------------------------------- | ----------------------------------------------------------------------------- | ----------------------------------------------------------------------------- | ----------------------------------------------------------------------------- | ----------------------------------------------------------------------------- | ----------------------------------------------------------------------------- | ----------------------------------------------------------------------------- | ----------------------------------------------------------------------------- |
| 25-3-2022                                                                     | Aksu                                                                          | Zambia                                                                        | 3 – 1                                                                         | Rep. del Congo                                                                | Amichevole                                                                    | -                                                                             |                                                                               |
| 29-3-2022                                                                     | Aksu                                                                          | Rep. del Congo                                                                | 1 – 2                                                                         | Sierra Leone                                                                  | Amichevole                                                                    | -                                                                             |                                                                               |
| 4-6-2022                                                                      | Bamako                                                                        | Mali                                                                          | 4 – 0                                                                         | Rep. del Congo                                                                | Qual. Coppa d'Africa 2023                                                     | -                                                                             | 64’                                                                           |
| 8-6-2022                                                                      | Brazzaville                                                                   | Rep. del Congo                                                                | 1 – 0                                                                         | Gambia                                                                        | Qual. Coppa d'Africa 2023                                                     | -                                                                             |                                                                               |
| 23-3-2023                                                                     | Brazzaville                                                                   | Rep. del Congo                                                                | 1 – 2                                                                         | Sudan del Sud                                                                 | Qual. Coppa d'Africa 2023                                                     | -                                                                             |                                                                               |
| 27-3-2023                                                                     | Dar es Salaam                                                                 | Sudan del Sud                                                                 | 0 – 1                                                                         | Rep. del Congo                                                                | Qual. Coppa d'Africa 2023                                                     | -                                                                             |                                                                               |
| 5-9-2024                                                                      | Brazzaville                                                                   | Rep. del Congo                                                                | 1 – 0                                                                         | Sudan del Sud                                                                 | Qual. Coppa d'Africa 2025                                                     | -                                                                             |                                                                               |
| 9-9-2024                                                                      | Kampala                                                                       | Uganda                                                                        | 2 – 0                                                                         | Rep. del Congo                                                                | Qual. Coppa d'Africa 2025                                                     | -                                                                             |                                                                               |
| 11-10-2024                                                                    | Port Elizabeth                                                                | Sudafrica                                                                     | 5 – 0                                                                         | Rep. del Congo                                                                | Qual. Coppa d'Africa 2025                                                     | -                                                                             |                                                                               |
| 19-11-2024                                                                    | Brazzaville                                                                   | Rep. del Congo                                                                | 0 – 1                                                                         | Uganda                                                                        | Qual. Coppa d'Africa 2025                                                     | -                                                                             |                                                                               |
| Totale                                                                        |                                                                               | Presenze                                                                      | 10                                                                            |                                                                               | Reti                                                                          | 0                                                                             |                                                                               |